# Сайт
Сайт, или веб-сайт (от англ. website: web — «паутина, сеть» и site — дословно — «место, сегмент, часть в сети»), также веб-узел, — одна или несколько логически связанных между собой веб-страниц; также место расположения контента сервера. Обычно сайт в Интернете представляет собой массив связанных данных, имеющий уникальный адрес и воспринимаемый пользователями как единое целое. Веб-сайты называются так, потому что доступ к ним происходит по протоколу HTTP.
Веб-сайт как система электронных документов (файлов данных и кода) может принадлежать частному лицу или организации и быть доступным в компьютерной сети под общим доменным именем и IP-адресом или локально на одном компьютере. В статье журнала «Хозяйство и право» также было высказано мнение, что каждый сайт имеет своё название, которое при этом не следует путать с доменным именем. С точки зрения авторского права сайт является составным произведением, соответственно название сайта подлежит охране наряду с названиями всех прочих произведений.
Все сайты в совокупности составляют Всемирную паутину, где коммуникация (паутина) объединяет сегменты информации мирового сообщества в единое целое — базу данных и коммуникации планетарного масштаба. Для прямого доступа клиентов к сайтам на серверах был специально разработан протокол HTTP.

## История
Первый в мире сайт info.cern.ch появился 6 августа 1991 года. Его создатель, Тим Бернерс-Ли, опубликовал на нём описание новой технологии World Wide Web, основанной на протоколе передачи данных HTTP, системе адресации URI и языке гипертекстовой разметки HTML. Также на сайте были описаны принципы установки и работы серверов и браузеров. Сайт стал и первым в мире интернет-каталогом, так как позже Тим Бернерс-Ли разместил на нём список ссылок на другие сайты.
Все инструменты, необходимые для работы первого сайта, Бернерс-Ли подготовил ещё раньше — в конце 1990 года появились первый гипертекстовый браузер WorldWideWeb с функционалом веб-редактора, первый сервер на базе NeXTcube и первые веб-страницы.
«Отец» веба считал, что гипертекст может служить основой для сетей обмена данными, и ему удалось претворить свою идею в жизнь. Ещё в 1980 году Тим Бернерс-Ли создал гипертекстовое программное обеспечение Enquire, использующее для хранения данных случайные ассоциации. Затем, работая в Европейском центре ядерных исследований в Женеве (CERN), он предложил коллегам публиковать гипертекстовые документы, связанные между собой гиперссылками. Бернерс-Ли продемонстрировал возможность гипертекстового доступа к внутренним поисковику и документам, а также новостным ресурсам Интернета. В результате, в мае 1991 года в CERN был утверждён стандарт WWW.
Тим Бернерс-Ли является «отцом» основополагающих технологий веба — HTTP, URI/URL и HTML, хотя их теоретические основы были заложены ещё раньше. В 1940-х годах Вэнивар Буш выдвинул идеи расширения памяти человека с помощью технических устройств, а также индексации накопленной человечеством информации для её быстрого поиска. Тед Нельсон и Даг Энгельбарт предложили технологию гипертекста — «ветвящегося» текста, предоставляющего читателю разные варианты чтения. Xanadu, так и не законченная гипертекстовая система Нельсона, была предназначена для хранения и поиска текста, в который введены взаимосвязи и «окна». Нельсон мечтал связать перекрёстными ссылками все тексты, созданные человечеством.
В настоящее время Тим Бернерс-Ли возглавляет основанный им Консорциум Всемирной паутины (World Wide Web Consortium), который занимается разработкой и внедрением стандартов Интернета.

## Устройство
Страницы сайтов — это набор текстовых файлов, размеченных на языке HTML. Эти файлы, будучи загруженными посетителем на его компьютер, понимаются и обрабатываются браузером и выводятся на средство отображения пользователя (монитор, экран КПК, принтер или синтезатор речи). Язык HTML позволяет форматировать текст, различать в нём функциональные элементы, создавать гипертекстовые ссылки (гиперссылки) и вставлять в отображаемую страницу изображения, звукозаписи и другие мультимедийные элементы. Отображение страницы можно изменить добавлением стилей на языке CSS, что позволяет централизовать в определённом файле все элементы форматирования (размер и цвет заглавных букв 2-го уровня, размер и вид блока вставки и другое) или сценариев на языке JavaScript, с помощью которого имеется возможность просматривать страницы с событиями или действиями.
Страницы сайтов могут быть простым статичным набором файлов или создаваться специальной компьютерной программой на сервере. Они могут быть либо сделаны на заказ для отдельного сайта, либо быть готовым продуктом, рассчитанным на некоторый класс сайтов. Некоторые из них могут обеспечить владельцу сайта возможность гибкой настройки структурирования и вывода информации на веб-сайте. Такие управляющие программы называются системами управления содержимым (CMS).
Сайты могут содержать подразделы, ориентированные целиком на ту или иную аудиторию. В этом случае такие разделы называют версиями сайта. Аудитория может различаться по виду используемого оборудования, по используемому языку аудитории. К примеру, известны так называемые мобильные версии сайта, предназначенные для работы с ними с использованием смартфона. Сайты могут иметь языковые версии (русскоязычная, англоязычная и другие).

## Создание сайтов

### Разработка дизайна
Веб-дизайнеры разрабатывают макеты веб-шаблонов страниц. Дизайнер определяет, каким образом конечный потребитель будет получать доступ к информации и услугам сайта — то есть, занимается непосредственно разработкой пользовательского интерфейса.
В большинстве случаев страницы включают в себя графические элементы. Их подготовкой занимаются художники, иллюстраторы, фотографы, технические дизайнеры, шрифтовики, и т. д. Готовые шаблоны показываются заказчику. В этот момент страницы ещё не могут содержать конечного наполнения (это в обязанности дизайнера не входит). Чтобы макеты выглядели более наглядно, в них помещается произвольное содержимое. На сленге дизайнеров такое содержимое называется рыбой. Если заказчик удовлетворён внешним видом шаблонов, то наступает следующая фаза разработки — вёрстка страниц сайта.

### Вёрстка
Верстальщик получает макеты шаблонов в виде простых изображений (например, в формате JPEG или PNG), либо разбитых по слоям (например, в PSD или AI). Его задача — получить из этих графических макетов гипертекстовые веб-страницы с подготовленными для интернета изображениями.
Одним из сложных моментов в работе верстальщика является обеспечение совместимости со множеством браузеров — программами для просмотра веб-страниц (так называемая кроссбраузерность). Браузеры могут одни и те же элементы разметки или правила CSS интерпретировать по-своему, в результате чего некоторые пользователи могут увидеть содержимое не так, как задумывал дизайнер и ожидает увидеть заказчик. Когда верстальщик убедится, что большинство браузеров одинаково отображают готовые шаблоны, наступает следующая фаза разработки — веб-программирование.

### Программирование
К программистам поступают готовые шаблоны страниц и указания дизайнеров по работе и организации элементов сайта. Программист создаёт программную основу сайта, делая её с нуля, используя фреймворк или CMS. Выбор языка программирования в данном случае — вопрос непринципиальный.
После того, как сайт готов к эксплуатации, наступает следующая фаза — наполнение сайта информацией.

## Исключительное и авторское право
Сайт является объектом авторского права. На него распространяется четвёртая глава ГК РФ:
- исключительные права (ст. 1288, 1291 ГК РФ);
- право автора на имя (ст. 1265 ГК РФ);
- право указания авторства юридического лица (п. 4 ст. 1240 ГК РФ);
- право на неприкосновенность произведения и защита произведения от искажений (ст. 1266 ГК РФ).

Нужно учитывать потенциальные конфликты с:
- владельцем доменного имени;
- владельцем торгового знака схожего до степени смешения с доменным именем.

## Безопасность
Существует множество сайтов, которые являются значимыми ресурсами. На этих ресурсах могут располагаться персональные данные пользователей (например, личная переписка, адреса, телефоны) или финансовая информация (например, банковские сайты). Взлом таких ресурсов может повлечь как прямые денежные убытки (например, злоумышленник может перечислить деньги с чужого счёта на свой собственный), так и косвенные, связанные с распространением конфиденциальной информации или просто злоумышленник может испортить содержимое сайта. Для многих сайтов важно обеспечить некоторый уровень безопасности. Требуемый уровень безопасности во многом зависит от располагающейся на сайте информации.
Наиболее распространённые проявления взлома сайта:
- несанкционированное изменение злоумышленниками отображения сайта (см.: дефейсинг, хакеры)
- подделка сайта (дизайн и содержимое сайта может быть скопировано и у пользователя такого сайта могут украсть пароли)
- снижение числа пользователей сайта из-за воровства пользователей, перешедших на сайт с поисковой системы или мобильных устройств
- появление ссылок на внешние ресурсы (чёрное seo)
- появление порно-баннеров и другой назойливой рекламы

Вторичные последствия взлома сайта:
- блокировка сайта как «вредоносного» поисковыми системами Google и Яндекс
- блокировка сайта браузерами Google Chrome, Opera, Яндекс. Браузер и другими
- блокировка сайта антивирусами
- блокировка сайта хостинг-провайдером, на котором он расположен
- снижение позиций сайта в поисковой выдаче поисковых систем
- снижение количества ежедневных посетителей сайта

Наиболее популярными мотивами взлома сайта являются:
- подорвать продажи или имидж конкурирующего сайта
- получить выгоду: рассылать за деньги спам с сайта; перенаправлять за деньги пользователей сайта на другие сайты и страницы приложения Google Play и AppStore; использовать сайт для DDoS-атак; использовать сайт для размещения на нём ссылок на внешние сайты; размещение вредоносного кода, заражающего компьютеры посетителей сайта
- шантаж: воровство с целью возврата владельцу за деньги
- реклама: размещение на сайте дефейсинга с целью рекламы хакерских услуг
- политические мотивы: с целью показать позицию в отношении того или иного политического строя или организации

По данным, проведённого сервисом по защите сайтов SiteSecure, исследования безопасности коммерческих сайтов в России за 1 квартал 2015 года каждый 10-й сайт заражён или имеет высокий риск заражения и блокировки за вредоносность.

## Список сайтов по популярности
Популярность сайтов определяется, как правило, по числу посетителей. Ниже представлены списки по данным компании SimilarWeb, где собирается статистика о посещаемости других сайтов. 
| В мире              | Место | В России         |
| ------------------- | ----- | ---------------- |
| google.com          | 1     | yandex.ru        |
| facebook.com        | 2     | google.com       |
| youtube.com         | 3     | youtube.com      |
| instagram.com       | 4     | dzen.ru          |
| baidu.com           | 5     | turbopages.org   |
| wikipedia.org       | 6     | vk.com           |
| twitter.com         | 7     | mail.ru          |
| yahoo.com           | 8     | ya.ru            |
| yandex.ru           | 9     | ozon.ru          |
| whatsapp.com        | 10    | ok.ru            |
| x.com               | 11    | wildberries.ru   |
| xvideos.com         | 12    | avito.ru         |
| chatgpt.com         | 13    | gismeteo.ru      |
| tiktok.com          | 14    | pinterest.com    |
| reddit.com          | 15    | t.me             |
| amazon.com          | 16    | rbc.ru           |
| pornhub.com         | 17    | market.yandex.ru |
| yahoo.co.jp         | 18    | wikipedia.org    |
| docomo.ne.jp        | 19    | kinopoisk.ru     |
| live.com            | 20    | pikabu.ru        |
| linkedin.com        | 21    | google.ru        |
| xnxx.com            | 22    | rutube.ru        |
| netflix.com         | 23    | cloud.mail.ru    |
| office.com          | 24    | rambler.ru       |
| xhamster.com        | 25    | gosuslugi.ru     |
| bing.com            | 26    | ria.ru           |
| dzen.ru             | 27    | telegram.org     |
| microsoftonline.com | 28    | ficbook.net      |
| pinterest.com       | 29    | news.mail.ru     |
| naver.com           | 30    | pornhub.com      |